# World Trade Center

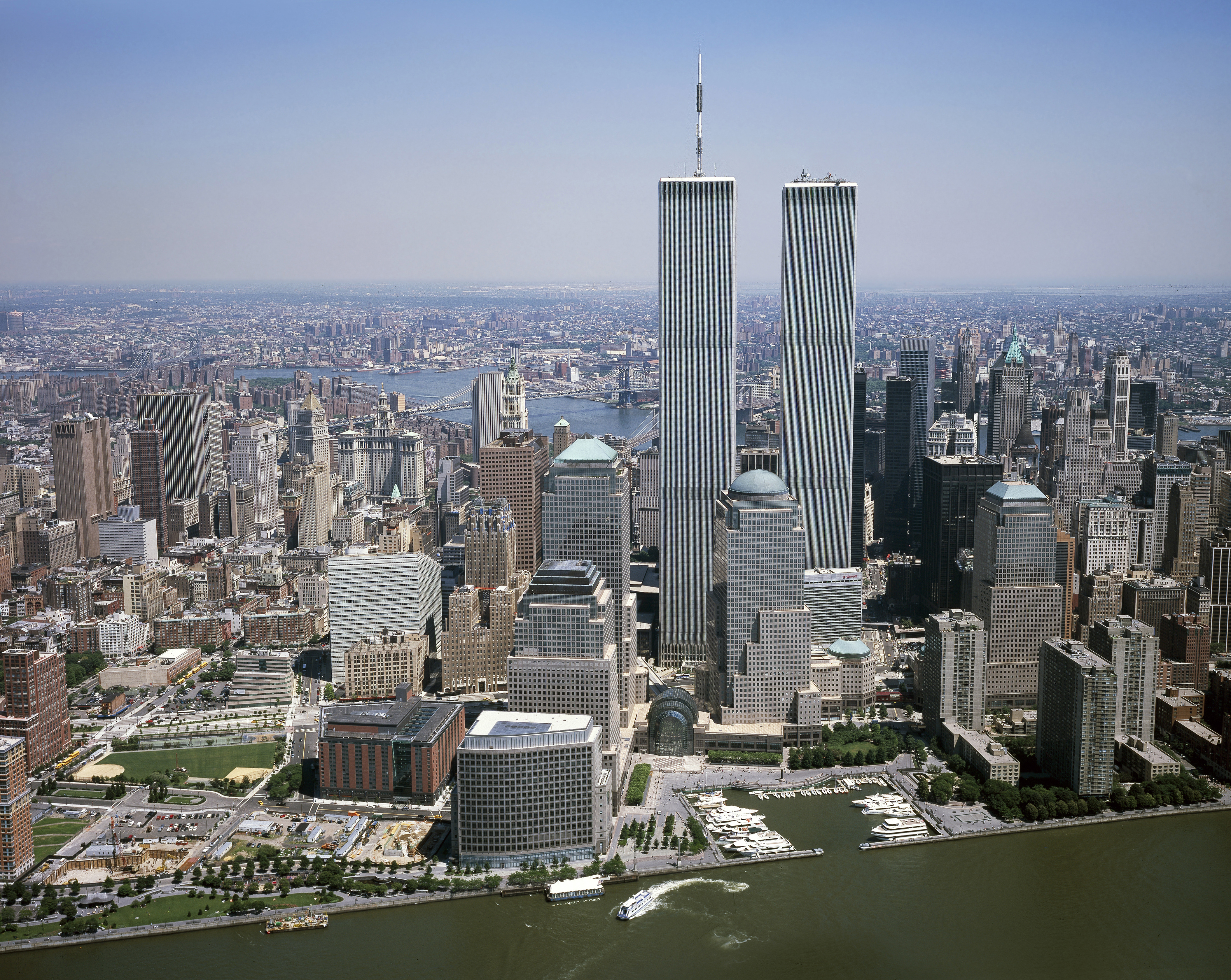
World Trade Center

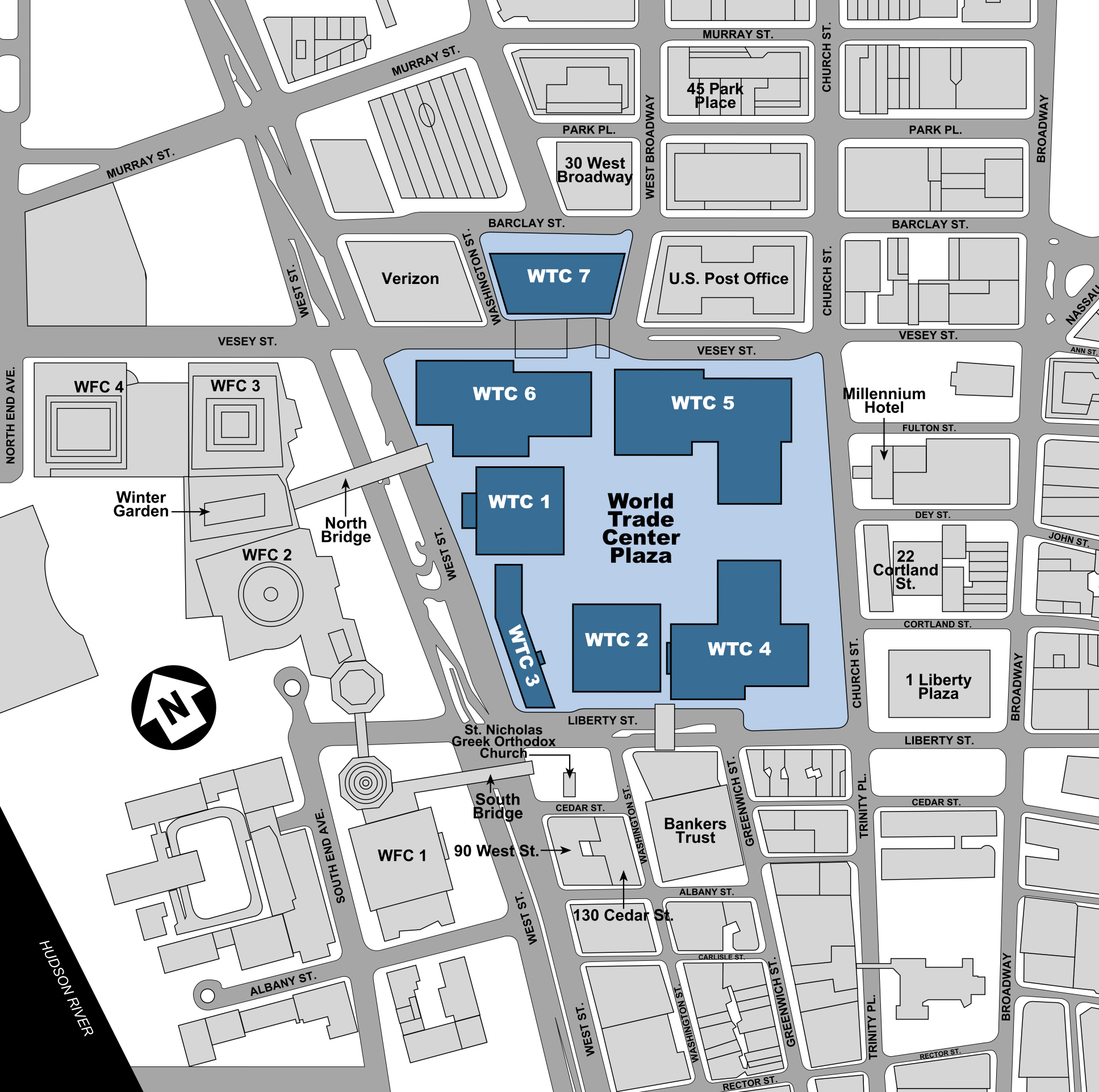
Harta complexului înainte de atacuri

World Trade Center [wɝːldˈtɹeɪdˌsɛntɚ] (centru mondial de comerț), scurt WTC, a fost un complex de 7 clădiri terminat în 1973 la capătul sudic al cartierului Manhattan, New York. Principalele clădiri, WTC 1 și WTC 2 aveau câte 110 etaje și au fost cele mai mari clădiri din lume între anii 1972 și 1973.
Complexul de clădiri a fost distrus în atacurile teroriste de la 11 septembrie 2001 când două avioane deturnate de teroriști al-Qaeda au percutat cele două turnuri gemene, care s-au prăbușit din cauza incendiilor cauzate de exploziile avioanelor. Clădirea WTC 7 s-a prăbușit și ea în aceeași zi, iar restul clădirilor complexului au fost grav avariate și au trebuit să fie demolate în următorii ani. Complexul este de atunci în reconstrucție, WTC 7 fiind reinaugurată în mai 2006, și urmând să se finalizeze alți șase zgârie-nori și un monument în memoria victimelor atentatelor.
1. ↑  archINFORM, accesat în 31 iulie 2018